# Райгород (Винницкая область)
Райго́род (укр. Райгород) — село на Украине, находится в Гайсинском районе Винницкой области.
Код КОАТУУ — 0523086401. Население по переписи 2001 года составляет 1003 человека. Почтовый индекс — 22880. Телефонный код — 4331.
Занимает площадь 2,202 км².

## Адрес местного совета
22881, Винницкая область, Немировский р-н, с. Райгород